# Acworth (Georgie)
Acworth je město v okrese Cobb County v Georgii ve Spojených státech amerických. V roce 2011 zde žilo 20 476 obyvatel. Acworth se nachází na úpatí hor na severu Georgie, u jihovýchodního břehu jezera Allatoona na řece Etowah.

## Demografie
Podle sčítání lidí v roce 2000, žilo ve městě 13422 obyvatel, 5194 domácností, a 3589 rodin. V roce 2011 žilo ve městě 9738 mužů (47.6%), a 10738 žen (52.4%).